# Солодовник Сергій Максимович
Сергі́й Макси́мович Солодо́вник (7 вересня 1915, Кобеляки — 5 жовтня 1991, Харків) — український радянський живописець; чден Харківської організації Спілки радянських художників України від 1948 року. Батько графіка Світлани Солодовник.

## Біографія
Народився 7 вересня 1915 року в місті Кобеляках (нині Полтавський район Полтавської області, Україна). Упродовж 1931—1937 років навчався у Харківському художньому технвкумі; у 1937—1941 роках — в Харківському художньому інституті.
У роки німецько-радянської війни служив в артилерійських підрозділах. Мав військове звання капітана. Нагороджений орденами Червоної Зірки (29 квітня 1944), Вітчизняної війни I ступеня (6 квітня 1985).
У 1945—1947 роках продовжив навчання у Харківському художньому інституті. Його викладачами були зокрема Микола Самокиш, Сергій Бесєдін, Семен Прохоров, Олексій Кокель, Михайло Козик.
Від 1947 року викладав у Харківському художньому інституті (з 1963 року — Харківському художньо-помисловому інституті). Доцент кафедри малюнку з 1957 року, професор — з 1974 року. У 1967—1975 роках обіймав посаду декана факультету «Промислове мистецтво». Серед учнів: Григорій Васягін, Олексій Литвинов, Олексій Лихоліт, Антоніна Ткачова.
Був членом КПРС. Мешкав у Харкові в будинку на вулиці Культури, № 12, квартира № 13. Помер у Харкові 5 жовтня 1991 року. Похований у Харкові на Міському кладовищі № 2.

## Творчість

Портрет академіка Василя Атрощенка. 1977 рік

Працював у галузі станкового живопису. Серед робіт:
- серія фронтових малюнків (1942—1944);
- «Подруги» (1947);
- «Передвижники» (1951, у співавторстві з Йосипом Карасем і Григорієм Томенком);
- «Харківські тракторобудівельники» (1951);
- «Вихователі» (1953);
- «Портрет актриси Олександри Леснікової» (1959);
- «Портрет Героя Соціалістичної Праці пташниці В. Сидори» (1960);
- «Сніг випав»(Лижниці) (1960);
- «Портрет заслуженого будівельника Харкова А. Лебеєва» (1961),
- «У парку» (1965);
- «Портрет дівчини» (1965);
- «Портрет Г. Бондаренка»;
- «Автопортрет»;
- «Портрет письменника Івана Багмута»;
- «Портрет художника Миколи Самокиша»;
- «Вечір у Карпатах» (1974);
- «Художник Сергій Бесєдін» (1976);
- «Портрет академіка Василя Атрощенка» (1977);
- «Півонії» (1978);
- «Портрет письменника Костянтина Гордієнка» (1980);
- «Чоловічій портрет» (1980);
- «Свіжий сніг» (1981);
- «За вікном» (1982);
- «Весняні дощі» (1984);
- «Натюрморт з рибою» (1986);
- «Портрет Героя Соціалістичної Праці І. Мищенко» (1986);
- серії портретів партійних діячів і героїв.

Брав участь у республіканських виставках з 1944 року, всесоюзних — з 1951 року. Персональні виставки відбулися в Харкові у 1975 і 1986 роках та в місті Мерефі у 1984 році.
Роботи зберігаються у Харківському художньому музеї, Харківському історичному музеї,  Житомирському і Лубенському краєзнавчих музеях та у приватних колекціях.

Могила Сергія Солодовника